# Coppa dei Campioni 1961-1962 (pallamano maschile)
La Coppa dei Campioni 1961-1962 è stata la 4ª edizione della massima competizione europea di pallamano riservata alle squadre di club. Il torneo ha avuto inizio il 4 dicembre 1961 e si è concluso il 7 aprile 1962. Il titolo è stato conquistato dai tedeschi del Frisch Auf Göppingen per la seconda volta nella loro storia sconfiggendo in finale gli jugoslavi del Partizan Bjelovar.

## Risultati

### Primo turno
| Squadra 1           | Risultato | Squadra 2            |
| ------------------- | --------- | -------------------- |
| Burevestnik Tbilisi | 26 - 11   | Arsenal Helsinki     |
| Granollers          | 28 - 13   | Stade Marocain Rabat |
| Niloc Amsterdam     | 27 - 10   | Eschois Fola         |
| Śląsk Wrocław       | n.d.      | Spartacus Budapest   |

### Ottavi di finale
| Squadra 1              | Risultato | Squadra 2           |
| ---------------------- | --------- | ------------------- |
| Bataillon de Joinville | 19 - 9    | Granollers          |
| Bern Muri              | 24 - 17   | Niloc Amsterdam     |
| Dukla Praga            | 39 - 16   | Śląsk Wrocław       |
| Frisch Auf Göppingen   | 34 - 7    | Royal Olympic Club  |
| Lipsia                 | 9 - 7     | Dinamo Bucarest     |
| Nordstrand             | 16 - 22   | Aarhus GF           |
| Partizan Bjelovar      | 33 - 21   | ATSV Linz           |
| Vikingarnas            | 27 - 19   | Burevestnik Tbilisi |

### Quarti di finale
| Squadra 1              | Risultato | Squadra 2            |
| ---------------------- | --------- | -------------------- |
| Aarhus GF              | 21 - 19   | Vikingarnas          |
| Bataillon de Joinville | 8 - 11    | Frisch Auf Göppingen |
| Bern Muri              | 10 - 18   | Partizan Bjelovar    |
| Dukla Praga            | 19 - 19   | Lipsia               |

### Semifinali
| Squadra 1            | Risultato | Squadra 2   |
| -------------------- | --------- | ----------- |
| Frisch Auf Göppingen | 13 - 8    | Dukla Praga |
| Partizan Bjelovar    | 14 - 13   | Aarhus GF   |

### Finale
| Parigi 7 aprile 1962 | Frisch Auf Göppingen | 13 – 11 | Partizan Bjelovar |  |